# Кам'янська волость (Мелітопольський повіт)
Кам'янська волость — адміністративно-територіальна одиниця Мелітопольського повіту Таврійської губернії.
Станом на 1886 рік складалася з 2 поселень, 1 сільської громади. Населення — 4411 осіб (2187 чоловічої статі та 2224 — жіночої), 806 дворових господарств.
|                     | Площа, десятин | У тому числі орної, дес. |
| ------------------- | -------------- | ------------------------ |
| Сільських громад    | 10651          | 6902                     |
| Приватної власності | 10             | 10                       |
| Іншої власності     | 120            | 120                      |
| Загалом             | 10781          | 7032                     |

Поселення волості:
- Мала Знам'янка (Кам'янка) — село при Білозерському лімані за 105 верст від повітового міста, 4411 осіб, 803 двори, православна церква, єврейський молитовний будинок, школа, лісопильний завод, 2 рибних заводи, 10 лавок, 35 хлібних торгових магазини, 8 колісні, 4 бондарні, 5 майстерень, 3 лісові пристані, 2 постоялих двори, рейнський погріб, 2 горілчаних склади, 4 ярмарки: сирної неділі, 29 червня, 8 вересня та 6 грудня, базар по понеділках.